# Bematistes mixta
Bematistes mixta är en fjärilsart som beskrevs av Le Doux 1937. Bematistes mixta ingår i släktet Bematistes och familjen praktfjärilar. Inga underarter finns listade i Catalogue of Life.